# صنایع سنگین هیوندای سامهو
صنایع سنگین هیوندای سامهو (به انگلیسی: Hyundai Samho Heavy Industries) شرکت صنایع سنگین کره‌ای است، که هم‌اکنون با ظرفیت تولید ۴۰ شناور در سال، به‌عنوان چهارمین کشتی‌ساز بزرگ جهان شناخته می‌شود.
شرکت صنایع سنگین هیوندای سامهو در سال ۱۹۹۸ تأسیس شد و در حال حاضر زیر مجموعه‌ای از گروه صنایع سنگین هیوندای به‌شمار می‌آید و در زمینه ساخت کشتی‌های کانتینری، کشتی‌های نفت‌کش، کشتی‌های ال‌ان‌جی بر و شناورهای چندمنظوره، سیستم‌های کشنده، جرثقیل‌های سقفی و سازه‌های فراساحلی فعالیت می‌کند.
دفتر مرکزی این شرکت در شهر جئولانام-دو، کره جنوبی قرار دارد و بخشی از سهام آن در بازار بورس کره معامله می‌شود.